# 露絲·聖·丹尼斯

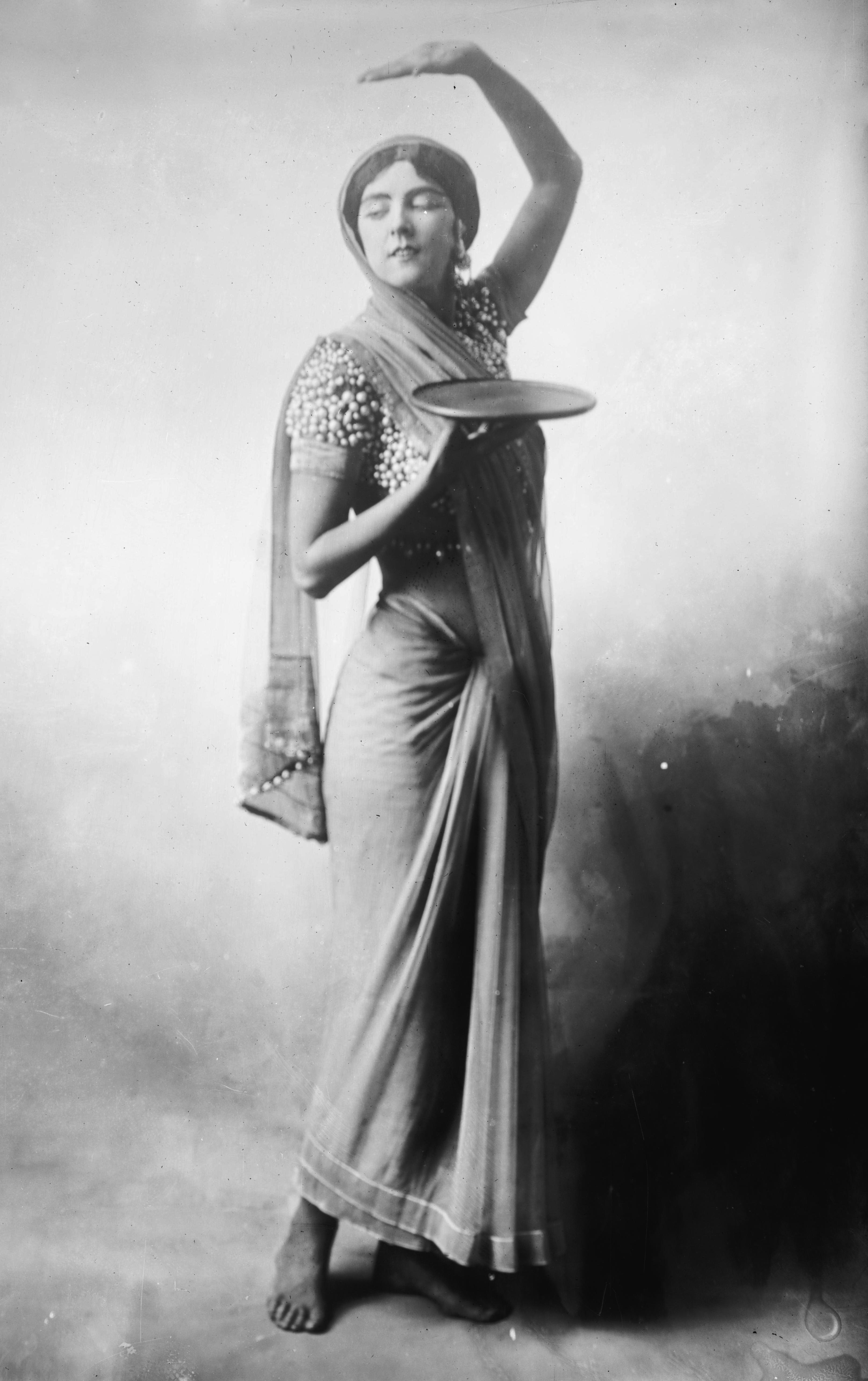
露絲·聖·丹尼斯

露絲·聖·丹尼斯（英語：Ruth St. Denis，1879年1月20日—1968年7月21日）是現代舞蹈早期的發起人。出生於美國紐澤西州的農家，母親是一位醫生，從小就積極培養聖丹尼斯發展舞蹈的興趣。1892年，露絲·聖·丹尼斯正式成為舞蹈家，作品多以神話故事、豐富表情和手勢為主要特色，1906年以「達拉」（印度神祇）一舞成名。成功的將古典舞蹈的技法和傳統融入了文化和故事性，她的獨舞也帶有強列的戲劇和現代舞的特色，影響了許多後世的現代舞蹈家，如瑪莎·葛蘭姆；查理斯·魏德曼（Charles  Weidman）；多麗絲·韓福瑞（Doris  Humphrey）等。她與其丈夫泰德·蕭恩曾被舞蹈界視為美國舞蹈的源頭。